# Dichapetalum barbosae
Dichapetalum barbosae är en tvåhjärtbladig växtart som beskrevs av Antonio Rocha da Torre. Dichapetalum barbosae ingår i släktet Dichapetalum och familjen Dichapetalaceae. Inga underarter finns listade i Catalogue of Life.